# 28048 Camilleyoke
28048 Camilleyoke è un asteroide della fascia principale. Scoperto nel 1998, presenta un'orbita caratterizzata da un semiasse maggiore pari a 2,3141896 UA e da un'eccentricità di 0,1480464, inclinata di 4,86704° rispetto all'eclittica.